# 仲巴翠雀花
仲巴翠雀花（学名：Delphinium chungbaense）为毛茛科翠雀属的植物，为中国的特有植物。分布于中国大陆的西藏等地，生长于海拔5,600米的地区，常生于石砾山坡，目前尚未由人工引种栽培。